# Ein Draufgänger in New York
Ein Draufgänger in New York (Originaltitel: My Favorite Year) ist eine US-amerikanische Filmkomödie aus dem Jahr 1982.

## Handlung
In den frühen Tagen des Fernsehens in den 1950er Jahren arbeitet Benjy Stone als Gagschreiber für die Show von Stan Kaiser. Als Gaststar soll der bekannte Kinoschauspieler Alan Swann auftreten, der sich allerdings hinter den Kulissen als grölender Trunkenbold erweist. Kaiser will Swann aus der Sendung schmeißen, doch Benjy verspricht, den Star innerhalb einer Woche nüchtern und sauber vor die Kamera zu bekommen.
Benyi kommt in Kontakt zu Swann. Beide finden heraus, dass sie ihre Familien vor der Öffentlichkeit verstecken. In Benjys Fall ist es seine jüdische Mutter Belle, die einen philippinischen Boxer geheiratet hat. Zur Familie gehört auch sein grober Onkel Morty. Swann verheimlicht, dass er eine Tochter, Tess, hat, die von einer seiner vielen Ex-Frauen großgezogen wird.
Kaiser bekommt zunehmend Probleme. Der korrupte Gewerkschaftsboss Rojeck nimmt es ihm übel, dass er von Kaiser in seinen Sketchen ständig aufs Korn genommen wird. Während der Proben häufen sich nun die Unfälle. Nebenbei versucht Benjy mit Swanns Hilfe, die Aufmerksamkeit seiner Kollegin K. C. Downing zu wecken. Als die Show beginnen soll, bekommt Swann eine Panikattacke, als ihm klar wird, dass Millionen Zuschauer ihn live sehen werden. In seinen Filmen braucht er normalerweise mehrere Versuche für eine Szene. Swann betrinkt sich, doch sieht er sich einem wütenden Benjy entgegen, der in ihm immer einen Kinohelden sah.
Zu diesem Zeitpunkt kommen Rojecks Männer in die Show und schlagen auf Kaiser ein. Das Publikum glaubt, einen neuen Sketch zu sehen. Swann, als Musketier für einen späteren Sketch gekleidet, greift ein Seil und schwingt sich zwischen die Männer. Vor dem staunenden Publikum bringt er Kaiser vor den ebenso erstaunten Schlägern in Sicherheit. Swann ist nun voller Zuversicht und beabsichtigt, am nächsten Tag seine Tochter zu besuchen.

## Hintergrund
Die Premiere hatte der Film am 1. Oktober 1983. In Deutschland wurde der Film am 23. Oktober 1987 im Rahmen einer Fernsehpremiere der ARD erstmals gezeigt.
Das Drehbuch zieht Parallelen zu Erlebnissen von Mel Brooks, dem Koproduzenten des Films, der als Gagschreiber für Sid Caesar arbeitete. Die Figur des Alan Swann bezieht sich dabei auf den damaligen Gaststar Errol Flynn, der Anfang der 1950er bereits den Zenit seiner erfolgreichen Karriere erreicht hatte und Frauenheld und Alkoholiker war. Er verstarb 1959 an den Folgen seines Lebensstils.
Für Regisseur Richard Benjamin war es das Regiedebüt.
Der Film diente als Grundlage für ein gleichnamiges Broadway-Musical, das am 10. Dezember 1992 Premiere hatte und über 36 Vorstellungen lief. In dem Musical spielte Lainie Kazan ihre Filmrolle und wurde 1993 für den Tony Award als beste Nebendarstellerin in einem Musical nominiert. Tim Curry, in der Musical-Rolle des Alan Swann, erhielt ebenso eine Nominierung als bester Hauptdarsteller.

## Kritiken
Das Lexikon des internationalen Films schreibt über den Film: „Ganz auf Peter O’Toole zugeschnittener, mäßig amüsanter Film voller abgedroschener Besäufnis- und Prügelgags; die Chance zur Satire auf die amerikanische Unterhaltungsindustrie wird völlig verschenkt.“
Variety bezeichnete die Komödie als vergnügliche Tollerei mit einer ausgelassenen Darstellerriege.

## Auszeichnungen
1983 wurde Peter O’Toole in der Kategorie Bester Hauptdarsteller für den Oscar nominiert. Auch für den Golden Globe gab es eine Nominierung. Dort wurde auch der Film als Bester Film und Lainie Kazan als Beste Nebendarstellerin nominiert. Eine weitere Nominierung erhielten die Drehbuchautoren Norman Steinberg und Dennis Palumbo für den WGA-Award der Writers Guild of America.
Der Film erhielt zwei Preise, zum einen das Goldene Band der Motion Picture Sound Editors für den Dialogschnitt, zum anderen den Sant Jordi Award für Peter O’Toole in der Kategorie Bester ausländischer Darsteller.